# 八文字雅和
八文字 雅和（やつもんじ まさかず、1993年7月14日 - ）は、ジャパンラグビーリーグワンルリーロ福岡に所属するラグビーユニオン選手。

## プロフィール
- 宮崎県出身[1]。
- ポジションはウィング(WTB)。
- 身長 178cm、体重 93kg 。
- 関東学生代表に選ばれたことがある[2]。

## 略歴
ラグビーを始めたきっかけは親に勧められたことから。
2012年、高鍋高校卒業後、流通経済大学に入る。
2016年、流通経済大学卒業後、コカ・コーラレッドスパークスに加入。同年9月10日に行われたジャパンラグビートップリーグ第3節の神戸製鋼コベルコスティーラーズ戦にて先発出場で公式戦初出場を果たす。
2021年、宗像サニックスブルースに加入。
2022年、ルリーロ福岡選手スコッドに選ばれた。